# Mahé
|  | Per a altres significats, vegeu «Mahe». |

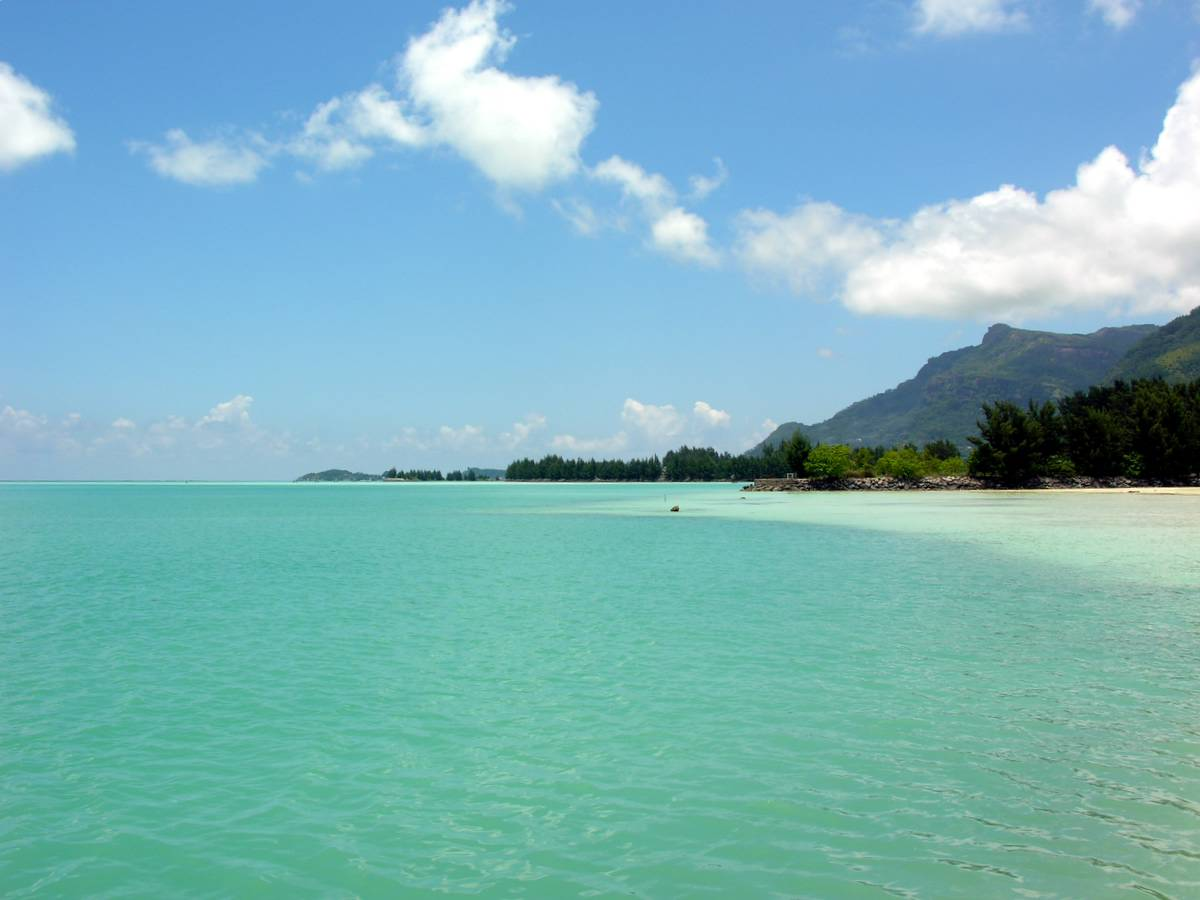
Platja a Mahé

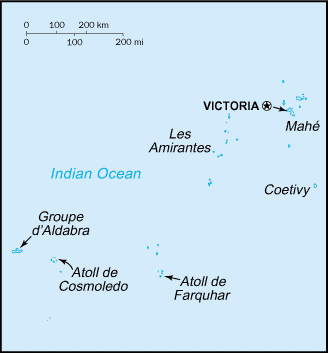
Mapa de Mahé i les Seychelles

Mahé és l'illa més gran (155 km²) de Seychelles, situada al nord-oest de la nació. La població de Mahé és de 72.000 habitants. En ella s'hi troba la capital, Victòria, i un 90% de la població total del país.
El pic més alt de l'illa és Morne Seychellois amb 905 m, situat al parc nacional de Morne Seychellois. L'aeroport internacional (obert des de 1971) i la major part dels habitants es troben a la part nord i est de l'illa. En la part sud i oest de l'illa s'hi localitzen el Parc Nacional Baie Ternay i el Parc Nacional Port Launay Marine.
Mahé va ser albirada per primer cop pel britànics el 1609, i no va tornar a ser-ho pels europeus fins al 1742. En un primer moment l'illa de Mahé va caure sota el domini francès, no obstant l'any 1814 va passar a ser colònia anglesa. Amb la independència de les Seychelles l'any 1976, Mahé ha esdevingut el punt més important del país.